# Trema nitidum
Trema nitidum là một loài thực vật có hoa trong họ Cannabaceae. Loài này được Chen Chia-jui (陈家瑞,Trần Gia Thụy) miêu tả khoa học đầu tiên năm 1979 dưới danh pháp Trema nitida. Do Trema là danh  từ  giống trung nên danh pháp chính xác là Trema nitidum. Cụ thể xem Từ  nguyên của chi Hu.

## Tên gọi
Tên gọi trong tiếng Trung của nó là 银毛叶山黄麻 (ngân mao diệp sơn hoàng ma, nghĩa đen là [cây] gai/đay vàng núi lá lông bạc).

## Phân bố
Loài bản địa Trung Quốc (Tứ Xuyên, Vân Nam, Quý Châu, Quảng Tây). POWO cho rằng nó cũng có ở miền bắc Thái Lan.